# Districte de Mopeia
El districte de Mopeia és un districte de Moçambic, situat a la província de Zambézia. Té una superfície de 7.671 kilòmetres quadrats. En 2007 comptava amb una població de 115.291 habitants. Limita al nord amb el districte de Morrumbala, a l'oest amb el districte de Mutarara de la província de Tete, a l'oest i sud-oest amb els districtes de Caia i Marromeu, ambdós de la província de Sofala, al sud amb el districte de Chinde i a l'est amb els districtes d'Inhassunge i Nicoadala.

## Divisió administrativa
El districte està dividit en tres postos administrativos (Campo i Mopeia), compostos per les següents localitats:
- Posto Administrativo de Campo:
  - Campo
  - Catale
  - Luala
  - Mungane
- Posto Administrativo de Mopeia:
  - Chimuara
  - Mopeia
  - N'Zanza
  - Rovuma